# جایزه بزرگ اتریش ۱۹۷۵
جایزه بزرگ اتریش ۱۹۷۵ (انگلیسی: ‎1975 Austrian Grand Prix‎) یک مسابقهٔ موتوری در رشتهٔ اتومبیل‌رانی فرمول یک بود که در تاریخ ۱۷ اوت ۱۹۷۵ در آسترایش‌رینگ واقع در اسپیلبرگ، اشتایریا، اتریش برگزار شد. این گراند پری در میان ۱۴ گراند پری در فصل ۱۹۷۵، مسابقهٔ شمارهٔ ۱۲ بود.
در این مسابقه که قرار بود در ۲۹ دور و به مسافت ۱۷۱٫۴۱۹ کیلومتر (۱۰۶٫۵۱۵ مایل) برگزار شود، پول پوزیشن توسط نیکی لائودا کسب شد و سریع‌ترین زمان برای طی یک دور پیست که برابر با ۱:۵۳٫۹۰ بود نیز توسط ویتوریو برامبیلا به ثبت رسید. این مسابقه پیش از پایان دورهای برنامه‌ریزی‌شده، در دور ۵۴ و پس از طی مسافت ۱۹۸٫۳۴۲ کیلومتر (۱۲۳٫۲۴۴ مایل) متوقف شد.
ویتوریو برامبیلا از تیم مارچ-فورد، جیمز هانت از تیم هسکث-فورد و تام پرایس از تیم شدو-فورد به‌ترتیب مقام‌های اول تا سوم مسابقه را کسب کردند.
این مسابقه پیش از طی ۵۴ دور برنامه‌ریزی شده، به‌دلیل بارش شدید باران در دور ۲۹ متوقف شد و تنها نیمی از امتیازهای کسب‌شده به شرکت‌کنندگان تعلق گرفت.

## رده‌بندی قهرمانی پس از مسابقه
| جایگاه | راننده           | امتیاز |
| ------ | ---------------- | ------ |
| ۱      | نیکی لائودا      | ۵۱٫۵   |
| ۲      | کارلوس روتمان    | ۳۴     |
| ۳      | امرسون فیتیپالدی | ۳۳     |
| ۴      | جیمز هانت        | ۲۸     |
| ۵      | کارلوس پیس       | ۲۴     |
| منبع:  |                  |        |

| جایگاه | سازنده      | امتیاز  |
| ------ | ----------- | ------- |
| ۱      | فراری       | ۵۴٫۵    |
| ۲      | برابام-فورد | ۵۱ (۵۳) |
| ۳      | مک‌لارن-فورد | ۴۱      |
| ۴      | هسکث-فورد   | ۲۸      |
| ۵      | تایرل-فورد  | ۲۴      |
| منبع:  |             |         |

یادداشت
- تنها پنج جایگاه نخست از هر رده‌بندی نمایش داده شده‌است.